# Diogo Acosta
Diogo Acosta (nacido el 13 de junio de 1990) es un futbolista brasileño que juega como delantero en el Emirates Club de la División 1 de EAU.

## Trayectoria

### Clubes
| Club                    | País                   | Año       |
| ----------------------- | ---------------------- | --------- |
| Palmeiras B             | Brasil                 | 2009-2010 |
| São Bernardo            | Brasil                 | 2010-2015 |
| Comercial-SP (cedido)   | Brasil                 | 2012      |
| Avaí (cedido)           | Brasil                 | 2012      |
| Incheon United (cedido) | Corea del Sur          | 2013      |
| Oeste (cedido)          | Brasil                 | 2014      |
| Incheon United (cedido) | Corea del Sur          | 2014      |
| São Caetano (cedido)    | Brasil                 | 2015      |
| Étoile du Sahel         | Túnez                  | 2015-2018 |
| Dibba Al-Fujairah       | Emiratos Árabes Unidos | 2018      |
| Al-Khor                 | Catar                  | 2018-2019 |
| Dibba Al-Fujairah       | Emiratos Árabes Unidos | 2019      |
| Vegalta Sendai          | Japón                  | 2019      |
| Emirates Club           | Emiratos Árabes Unidos | 2020-     |